# Seznam lyonských biskupů a arcibiskupů

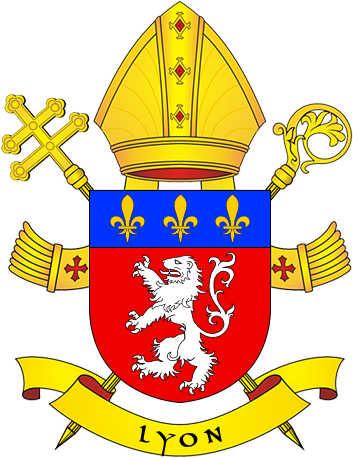
Znak lyonské arcidiecéze

Následující osoby byly biskupy a arcibiskupy v Lyonu:

## Biskupové
- ca 150–177: sv. Pothinus z Lyonu
- 177–202: sv. Irenej
- sv. Zacharias
- sv. Helius
- sv. Faustin
- Lucius Verus
- Julius
- Ptolemaios
- 314: Vocius
- Maximus
- Tetrade
- Verissimus
- asi 374–381: sv. Justus
- sv. Alpinus
- Martin
- sv. Antiochus
- sv. Elpidius
- Senator
- 434–450: sv. Eucherius
- 451–491: sv. Patient
- 492–493 (?): Lupicinus
- 494: sv. Rusticus
- sv. Štěpán
- 517: sv. Viventiolus
- 538: sv. Loup
- 542–544: Licontius
- 545–551: sv. Sacerdos, příbuzný Řehoře z Toursu
- 552–573: sv. Nizier (Nicetius), jeho synovec
- 573–585: sv. Priscus
- 586–602: sv. Aetherius
- 602–603: Secundinus
- 603–611: Aregius
- 625: Tetricus
- 643: Candericus
- 645: Viventiolus II.
- 650: sv. Aunemundus
- 678: sv. Genesius
- 681–688: sv. Landebertus
- 693–715: Goduinus
- 717–744: Fulcoaldus
- 754–767: Madalbertus
- 768–798: Adon
- 798–814: Leidrad

## Arcibiskupové
- 814–835: sv. Agobard, první arcibiskup
- 835–838: Amalarius
- 838–840: sv. Agobard, podruhé
- 840-852: Amolon
- 852–875: sv. Remigius I.
- 875–895: Aurélien
- 895–904: Alwala
- ca 905: Bernard
- 906–915: Auxterives
- ca 920: Remigius II.
- 926: Anscheric
- 928–948: Guy I.
- 949–956: Burchard I.
- 956–978: Amblard
- 979–1031: Burchard II.
- ca 1040: Odolric
- 1046–1050: Halinard
- Filip I.
- ca 1063–1065: Gottfried de Vergy
- 1065–1076: Humbert I.

## Arcibiskupové s titulem „primas Galie“

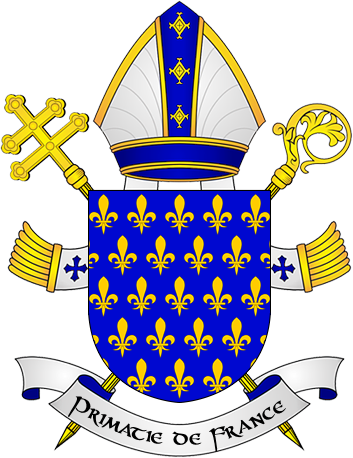
Znak galského primátu

- 1077–1085: sv. Jubin (Gébuin), první primas Galie
- 1085–1106: Hugo Burgundský
- 1110–1118: Gaucerand (Josserand)
- 1118–1128: Humbaud
- 1128–1129: Renaud de Semur
- 1131–1139: Petr I.
- 1139–1141: Foulque
- 1142–1147: Amedeus I.
- 1148–1152: Humbert de Baugé
- 1153–1163: Heraclius de Montboissier
- 1163–1165: Dreux, zvolený arcibiskup, nekonsekrován
- 1165–1180: Guichard
- 1181–1193: Jean Belles-mains
- 1193–1226: Renaud II. de Forez
- 1227–1233: Robert d’Auvergne
- 1235–1236: Raoul de Pinis nebo de La Roche-Aymon
- 1236–1246: Aimeric de Rives
- 1246–1267: Filip II. Savojský
- 1267-1268: Guy II de la Tour
- 1272–1273: Pierre II. de Tarentaise, pozdější papež Inocenc V.
- 1274–1282: Adhémar de Roussillon
- 1284–1287: Raoul de la Tourette
- 1287: Pierre III. d’Aoste
- 1288–1294: kardinál Béraud de Got
- 1296–1301: Henri I. de Villars
- 1301–1308: Louis de Villars
- 1308–1332: Pierre IV. de Savoie
- 1333–1340: Guillaume I. de Sure
- 1340–1342: kardinál Guy de Boulogne
- 1342–1354: Henri II. de Villars
- 1356–1358: Raymond Saquet
- 1358–1365: Guillaume II. de Thurey
- 1365–1375: Charles de Valois
- 1375–1389: kardinál Jean de Talaru
- 1389–1415: Philippe III. de Thurey
- 1415–1444: kardinál Amédée de Talaru
- 1444–1446: Geoffroy de Vassali
  - 1446–1447: Jean de Bourbon, administrátor
- 1447–1488: kardinál Charles II de Bourbon
- 1488–1499: Hugues II. de Talaru
- 1499–1500: kardinál André d’Espinay
- 1501–1536: François II. de Rohan
- 1537–1539: kardinál Jean de Lorraine
- 1539–1551: kardinál Ippolito II. d’Este
- 1551–1562: kardinál François II. de Tournon
- 1562–1564: kardinál Ippolito II. d’Este
- 1564–1573: Antoine I. d’Albon
- 1573–1599: Pierre de Saint-Priest d'Épinac
- 1600–1603: Albert de Bellièvre
- 1604–1612: Claude I. de Bellièvre
- 1612–1626: kardinál Denis-Simon de Marguemont
- 1627–1628: Charles Miron
- 1628–1653: kardinál Alphonse-Louis du Plessis de Richelieu, bratr kardinála de Richelieu
- 1653–1693: Camille de Neuville de Villeroy
- 1693–1714: Claude II. de Saint-Georges
- 1715–1731: François-Paul de Neuville de Villeroy
- 1731–1740: Charles-François de Châteauneuf de Rochebonne
- 1740–1758: kardinál Pierre Guérin de Tencin
- 1758–1788: Antoine II. de Malvin de Montazet
- 1788–1790: Yves-Alexandre de Marbeuf
  - 1791–1794: Antoine-Adrien Lamourette, konstituční biskup
  - 1798–1802: Claude-François-Marie Primat, konstituční biskup
- 1802–1839: kardinál Joseph Fesch
  - 1823.1839: Jean-Paul-Gaston de Pins, apoštolský administrátor
- 1839: Joachim-Jean-Xavier d’Isoard
- 1839–1870: kardinál Louis-Jacques-Maurice de Bonald
- 1871–1875: Jacques-Marie-Achille Ginoulhiac
- 1876–1887: kardinál Louis-Marie-Joseph-Eusèbe Caverot
- 1887–1893: kardinál Joseph Alfred Foulon
- 1893–1912: kardinál Pierre-Hector Coullié
- 1912–1916: kardinál Hector-Irénée Sévin
- 1916–1936: kardinál Louis-Joseph Maurin
- 1937–1965: kardinál Pierre-Marie Gerlier
- 1965–1967: kardinál Jean-Marie Villot
- 1967–1981: kardinál Alexandre-Charles Renard
- 1981–1994: kardinál Albert Decourtray
- 1995–1998: kardinál Jean Balland
- 1998–2002: kardinál Louis-Marie Billé
- 2002–2020: kardinál Philippe Barbarin
- od r. 2020: Olivier de Germay